# Museo Semmelweis di storia della medicina
Il Museo Semmelweis di storia della medicina (in ungherese Semmelweis Orvostörténeti Múzeum) è situato a Budapest, in Ungheria, all'interno del palazzo settecentesco nel quale, nel 1818, nacque il dottor Ignác Semmelweis. Il medico è famoso per aver scoperto il rimedio alla febbre puerperale, una malattia fatale che colpiva molte donne dopo il parto.
Il museo ripercorre la storia della medicina dall'antico Egitto a oggi e ospita una ricostruzione di una farmacia ottocentesca, nonché quella dell'ambulatorio di Semmelweis. Nel cortile interno vi è una statua intitolata Maternità, di Miklós Borsos.